# Магомедов, Канзула Саидахмедович
Канзула Саидахмедович Магомедов (21 мая 1994) — российский борец вольного стиля и тренер высшей категории. Директор профессионального клуба вольной борьбы имени Гаджи Махачева.

## Спортивная карьера
Является воспитанником школы имени Гаджи Махачева в Махачкале. Занимался у Сайгидахмеда Магомедова. В середине апреля 2016 года в Хасавюрте занял 5 место на чемпионате СКФО, завоевав себе путевку на Чемпионат России в Якутске. 6 апреля 2017 года ему было присвоено звание мастер спорта России. В середине мая 2017 года стал вторым на чемпионате России среди студентов в Раменском, проиграв в финале Игорю Овсянникову. После окончания спортивной карьеры работает тренером в махачкалинском ШВСМ имени Али Алиева.

## Известные воспитанники
- Мухтаров, Тажудин Далгатович — финалист чемпионата России[9];

## Спортивные достижения
- Чемпионат России среди студентов 2016 — ;
- Чемпионат России среди студентов 2017 — ;
- Кубок России 2018 — ;

## Личная жизнь
Является выпускником Дагестанского государственного университета.